# Laura López (Synchronschwimmerin)
Laura López Valle (* 24. April 1988 in Valladolid) ist eine ehemalige spanische Synchronschwimmerin.

## Erfolge
Laura López gewann 2006 ihre ersten internationalen Medaillen mit dem Gewinn der Silbermedaillen im Mannschaftswettbewerb und in der Kombination bei den Europameisterschaften in Budapest. In beiden Wettkämpfen mussten sich die Spanierinnen lediglich der Mannschaft Russlands geschlagen geben. 2008 wurde López schließlich in Eindhoven mit der spanischen Équipe Europameisterin in der Mannschaftskonkurrenz.
Bei den Olympischen Spielen 2008 in Peking gehörte sie ebenfalls zum Aufgebot Spaniens im Mannschaftswettbewerb. Sowohl im technischen als auch im freien Programm erzielten die Spanierinnen das zweitbeste Resultat hinter den späteren Olympiasiegerinnen aus Russland und vor der chinesischen Équipe, womit López gemeinsam mit Alba María Cabello, Raquel Corral, Andrea Fuentes, Thaïs Henríquez, Gemma Mengual, Irina Rodríguez und Paola Tirados die Silbermedaille gewann. Ende 2008 sicherte sich López mit der Mannschaft bei der World Trophy in Madrid außerdem die Goldmedaillen in der Mannschaftskonkurrenz und in der Kombination.